# Бріта Сігурні
Бріта Сігурні (англ. Brita Sigourney) — американська фристайлістка, спеціалістка з хафпайпу, олімпійська медалістка, призерка зимових Х-ігор. 
Бронзову олімпійську медаль Гремо  виборола на Олімпіаді 2018 року в корейському Пхьончхані в змаганнях на хафпайпі. 

## Зовнішні посилання
- Досьє на сайті Міжнародної федерації лижного спорту [Архівовано 29 квітня 2018 у Wayback Machine.]

## Виноски
1. ↑  Freebase Data Dumps — Google.